# Sefer Ochla veOchla

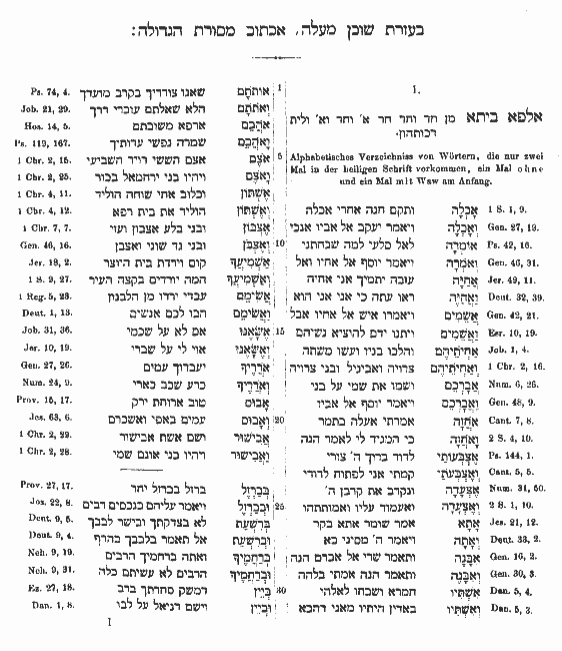
Fragment uit de editie van Frensdorff.

De sefer Ochla veOchla (Hebreeuws: סֵפֶר אָכְלָה וְאָכְלָה sēp̄er ʾoḵlā wĕʾoḵlā "boek Ochla veOchla"), ook wel de Masora haGedola genoemd (Hebreeuws: מָסוֹרָה הַגְּדוֹלָה māsōrā hagĕdōlā "de grote overlevering"), is een masoretisch werk dat filologische interessante woorden naar verschillende thema's verzamelt in woordenlijsten die moeten bijdragen tot het correct lezen en overleveren van de Hebreeuwse Bijbeltekst. 
De eerste hiervan is een alfabetische woordenlijst die woorden vergelijkt die slechts tweemaal voorkomen in de tekst, waarvan één keer met het voorafgaand proclitisch voegwoord ו־ w-. Het eerste paar is אָכְלָה ʾoḵlā uit 1 Samuel en וְאָכְלָה wĕʾoḵlā uit Genesis; hieraan ontleent het boek zijn naam.

## Achtergrond
De geschiedenis van de Hebreeuwse taal vanaf de Babylonische ballingschap is er één van langzame teloorgang: reeds in de Perzische periode (538–332 v.Chr.) verdween het Hebreeuws als gesproken taal in Galilea en Samaria. In Judea hield het nog wel stand, maar meertaligheid was de norm en vooral het Aramees ging steeds meer invloed uitoefenen. Na de onderdrukking van de Bar Kochba-opstand in 135 en de gevolgen daarvan voor de bevolking van Judea begon het Hebreeuws snel finaal te verdwijnen als gesproken taal, en tegen het einde van de 4e eeuw was het nagenoeg uitgestorven als dagelijkse omgangstaal. Hierna was het Hebreeuws vooral nog een literaire taal, die bovendien steeds meer begon af te wijken van het Bijbels Hebreeuws, zowel op het vlak van morfologie als van fonologie.
Hoewel de taal waarschijnlijk wel nog onderwezen werd, raakten de joodse gemeenschappen zo steeds minder vertrouwd met het Bijbels Hebreeuws, en het besef groeide dat er in het belang van een correcte overlevering van de Hebreeuwse Bijbel steeds meer nood was aan een puur vormelijke commentaar op de Bijbeltekst, bovenop de inhoudelijke commentaartradities die al veel langer bestonden. Vanaf de 5e eeuw kwamen verschillende groepen joodse geleerden, de zogenaamde Masoreten (van het Hebreeuws מָסוֹרָה māsōrā 'overlevering'), aan deze nood tegemoet, met centra in lager Mesopotamië (de Babylonische Masoreten), Jeruzalem (de Palestijnse Masoreten) en Tiberias. Ze ontwikkelden zo meerdere systemen van klinkertekens als complement voor het Hebreeuwse medeklinkeralfabet, alsook cantillatietekens om de correcte prosodie aan te geven, maar schreven ook veel filologische commentaren, die in de marge van de Bijbeltekst konden worden geschreven (masora magna en masora parva), of achteraan een uitgave (masora finalis), of als op zich staand werk, zoals de sefer Ochla veOchla.

## Oorsprong, inhoud en belang
De auteur van de sefer Ochla veOchla is onbekend; het is zelfs niet duidelijk of het om het werk van één auteur gaat dan wel meerdere, en het werk is moeilijk precies te dateren. Toch weten we dat het om een oud werk gaat: de Karaïtische lexicograaf en grammaticus David ben Abraham al-Fasi lijkt er al uit te citeren in de 10e eeuw, en de 11-eeuwse grammaticus Jona ibn Janah, die er gebruik van maakt in verschillende van zijn werken, zou de "Masoret Ochla veOchla" "het meest correcte boek van de Masora" noemen. Rasji vermeldt het boek als de מסורת הגדולה māsōreṯ hagĕdōlā "de grote overlevering", en ook Gersjom ben Juda lijkt het werk al overgeschreven te hebben. Tegenwoordig is de academische consensus dat het boek in de 8e of 9e eeuw is opgesteld, zij het mogelijk in een minder uitgebreide vorm, en waarschijnlijk door de Palestijnse Masoreten.
De sefer Ochla veOchla bestaat uit honderden lijstjes van woorden of woordenparen die om een of andere reden als tekstkritisch opmerkelijk werden beschouwd. Het eerste lijstje vergelijkt bijvoorbeeld alle woorden die slechts tweemaal voorkomen in de Bijbeltekst – één keer zonder en één keer met ו־ w- aan het begin – en geeft hierbij geen commentaar, maar alleen de context van het Bijbelvers tot aan het gegeven woord. Een ander lijstje, slechts vier woorden lang, geeft alle woorden die in het midden van het woord een ח hebben die als ה gelezen dient te worden. Deze lijstjes dienen enkel om te helpen verzekeren dat de Bijbeltekst zoals die bestond correct werd overgeleverd en gelezen; ze proberen niet uit te leggen waarom bepaalde dingen zijn zoals ze zijn. De lijstjes zijn veelal alfabetisch gerangschikt of in de volgorde waarin ze voorkomen in de Bijbel.
De exacte invloed van de sefer Ochla veOchla op de commentaren in de marges van specifieke Bijbelteksten – de masora magna en de masora parva – blijft in vele gevallen een actieve onderzoekspiste. Bij joodse Bijbelgeleerden gold het werk in elk geval als ongeëvenaard: de 16e-eeuwse grammaticus en Masorageleerde Elia Levita noemde het bijvoorbeeld "een boek van kleine afmetingen, maar zonder gelijke in de Masora". Het werk bereikte wellicht zijn grootste impact wanneer Jakob ben Chajim ibn Adonia in dienst van de Antwerpse boekdrukker Daniel Bomberg de zogenaamde Tweede Rabbijnenbijbel (1524–1525) opstelde, die de eerste Rabbijnenbijbel van Bomberg uitbreidde met meer en betere commentaren en lang zou gelden als de standaarduitgave van de Hebreeuwse Bijbel voor zowel joden als christenen. Hij maakte gebruik van het materiaal uit de sefer Ochla veOchla voor zijn masora finalis.

## Manuscripten
Ondanks het grote belang van de sefer Ochla veOchla werd het werk zelf gedurende enkele eeuwen als verloren beschouwd. Vandaag zijn twee volledige manuscripten bekend. Het eerste is het manuscript dat Solomon Frensdorff in 1859 ontdekte in de Bibliothèque impériale te Parijs – thans de Bibliothèque nationale de France – en dat hij in 1864 zou uitgeven als Das Buch Ochlah W'ochlah. Niet veel later, in 1867, werd in de universiteitsbibliotheek van Halle een tweede manuscript ontdekt en beschreven door theoloog Hermann Hupfeld. Een editie hiervan zou meer dan een eeuw op zich laten wachten: pas in 1975 geeft de Spaanse Hebraïst Fernando Díaz Esteban zijn Sefer ʾOklah wĕ-ʾOklah uit. De twee manuscripten zijn niet identiek: het manuscript uit Halle bevat meer dan 500 lijstjes, terwijl het manuscript uit Parijs er slechts 374 heeft. Toch vertonen ze voldoende gelijkenissen dat wordt aangenomen dat ze teruggaan op hetzelfde werk. Deze discrepantie strookt overigens wel met de bewering van Rabbeinu Tam, in de 12e eeuw, dat er materiaal was toegevoegd aan de sefer Ochla veOchla dat er oorspronkelijk niet in stond.
Naast deze twee manuscripten is de sefer Ochla veOchla ook gedeeltelijk betuigd in de marge van het 12e-eeuwse Bijbelmanuscript Erfurt 3, en in fragmenten afkomstig uit de genizah van Caïro in de collectie van de Karaïmse manuscriptenverzamelaar Abraham Firkovitsj (tot wiens collectie ook de Codex Leningradensis behoort) en in de Bodleian Library. De genizah-fragmenten vertonen in bepaalde delen Palestijnse punctuatie en in andere Babylonische, in tegenstelling tot de Tiberiënzische punctuatie van de volledige manuscripten, wat ook zou wijzen op de grote leeftijd van de sefer Ochla veOchla: het Babylonisch systeem verdween al vanaf de 10e eeuw en werd bijna overal vervangen door het Tiberiënzisch systeem.
Het is niet geheel duidelijk welke versie van de tekst Jakob ben Chajim gebruikte voor de masora finalis van zijn Bijbeleditie. Er wordt van uitgegaan dat hij toegang zou hebben gehad tot verscheidene versies, en vooral gebruik maakte van Tiberiënzische maar ook Babylonische bronnen. Als hij slechts één bron had verschilde die in elk geval van zowel het manuscript van Parijs als dat van Halle.